# Casa Fuerte de Barcelona

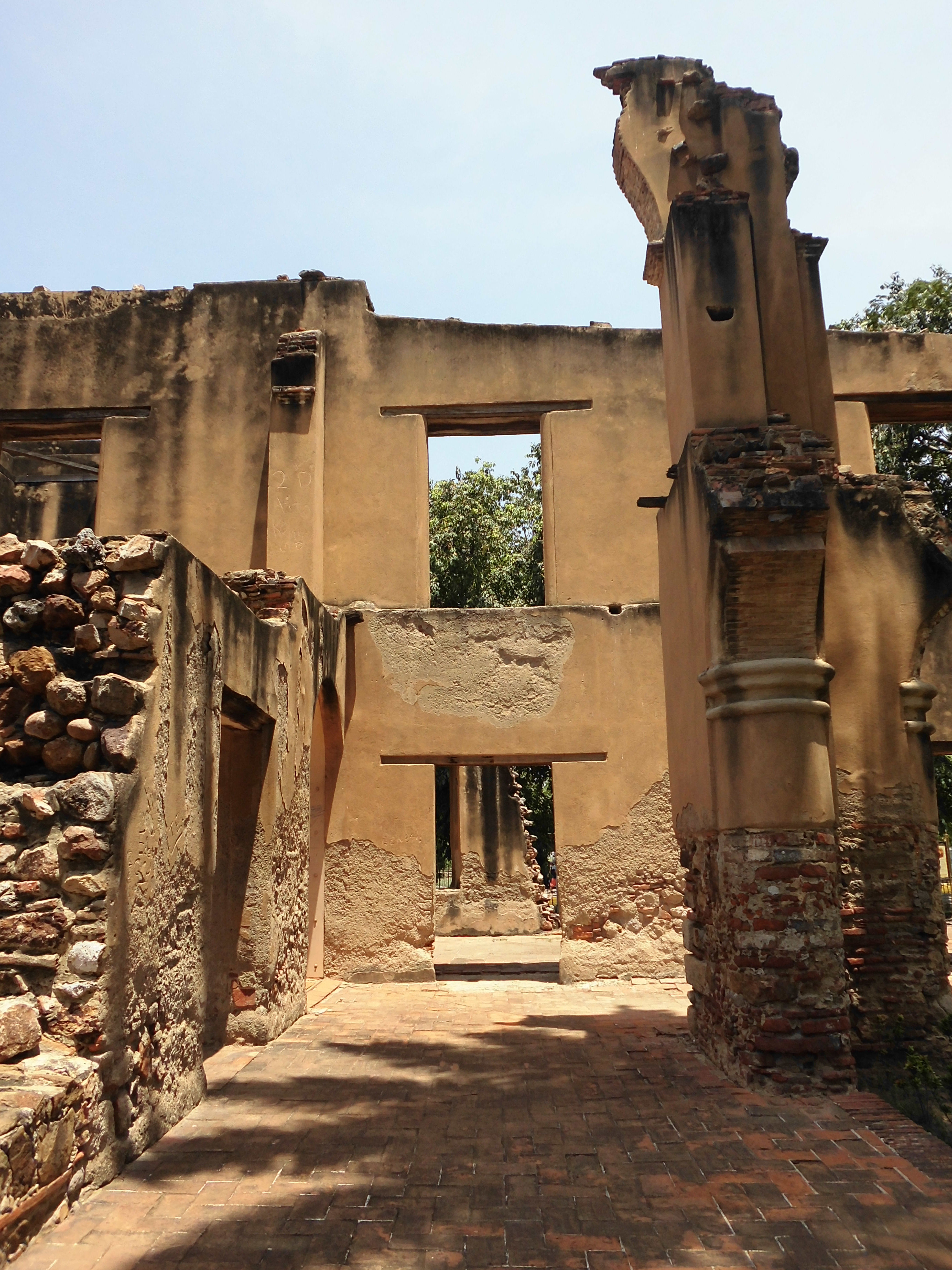
Casa Fuerte de Barcelona

La Casa Fuerte is een nationaal monument in Venezuela. Het bevindt zich in de Venezolaanse stad Barcelona, hoofdstad van de staat Anzoátegui.
Oorspronkelijk was het gesticht als het Convent van Sint-Franciscus. In 1811 werd het echter ingenomen door de stichters van de Eerste Republiek Venezuela en door Simón Bolívar omgebouwd tot een fort om de stad te verdedigen tegen de aanvallen van de koningsgezinden. Na verschillende aanvallen werd het fort in 1817 ingenomen en verwoest. Wat ervan overbleef wordt beschouwd als een herinneringsmonument aan de onafhankelijkheidsstrijd.

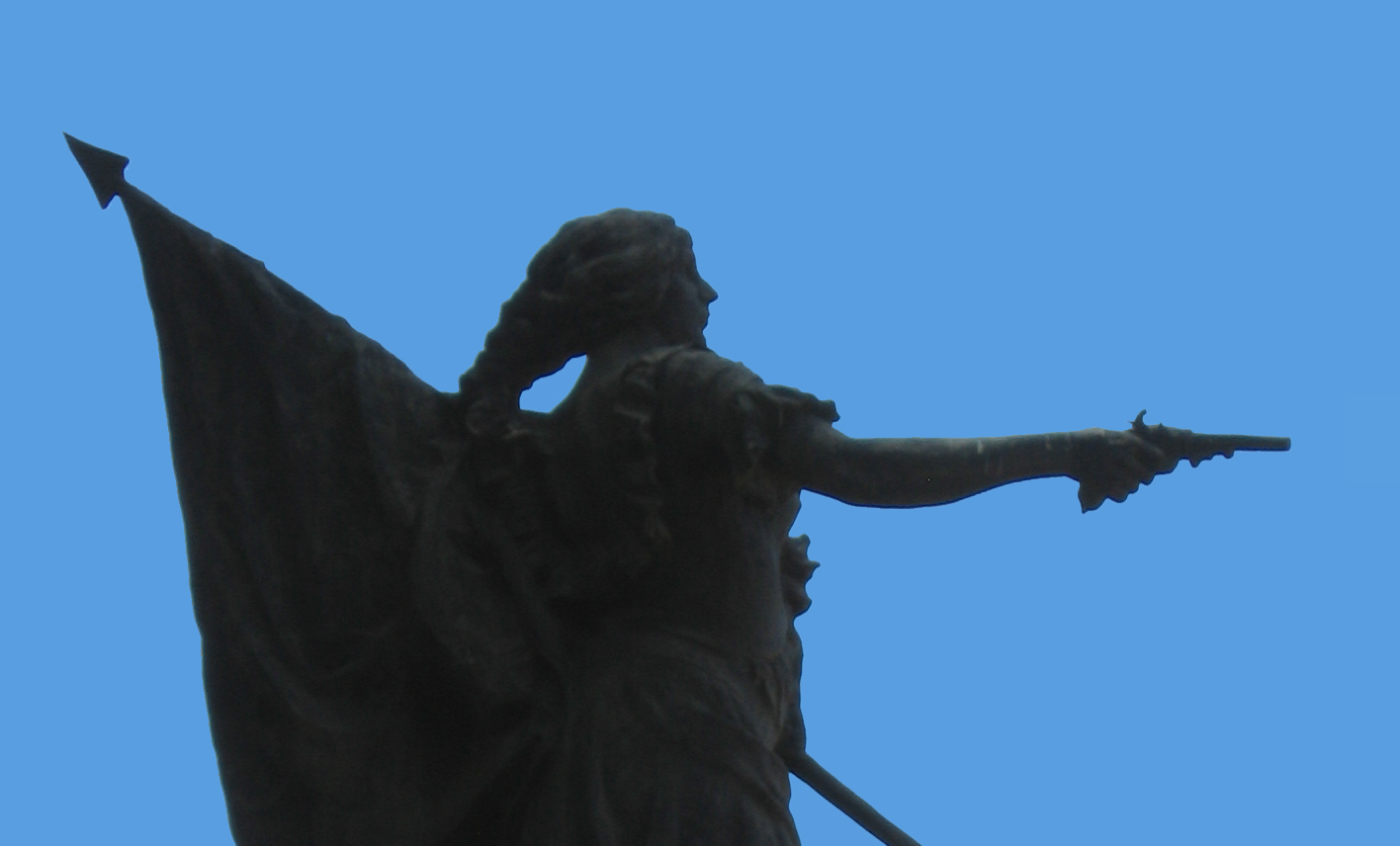
Standbeeld van Eulalia Buroz

## Eulalia Buroz
Bij een van de hoeken van de Casa Fuerte staat het standbeeld van Eulalia Buroz. Zij was vanaf haar veertiende jaar een fanatiek aanhanger van de Venezolaanse Revolutie. Nadat haar eerste man in 1812 had moeten vluchten voor de koningsgezinden bleef ze alleen achter met haar jonge kind. Ook zij moest vluchten en haar baby overleed toen ze de bergen in vluchtte. Nadat haar man in 1814 was gefusilleerd, voegde ze zich bij de Engelse kolonel William Charles Chamberlain, met wie ze later trouwde. Samen met de republikeinen verdedigde ze het fort tegen de koningsgezinden, maar op 7 april 1817 kwam ze samen met haar tweede man om bij de laatste verdediging van het fort.